# Makrolidy
Makrolidy jsou skupinou léčiv, převážně antibiotik, jejichž aktivita je založena na přítomnosti makrocyklického laktonového kruhu (prstenu), který je svázan s jedním či více deoxidovaných sacharidů (obvykle desosamin – 3,4,6-trideoxy-3-dimethylamino-D-xylo-hexosa a kladinóza – 2,6-dideoxy-3-C-methyl-3-O-methyl-L-ribo-hexosa). Laktonový kruh je obvykle 14-, 15- nebo 16členný. Makrolidy náleží mezi přírodní produkty nazývané polyketidy.

Erythromycin. Vlevo nahoře je pro makrolidy charakteristický kruh (prsten) laktonu. Jde vlastně o cyklický ester.

Klarithromycin

Roxithromycin

## Skupiny makrolidů

### Makrolidová antibiotika
- Azithromycin – neinhibuje CYP3A4
- Klarithromycin
- Dirithromycin
- Erythromycin
- Roxithromycin
- Telithromycin
- Carbomycin A
- Josamycin
- Kitasamycin
- Midecamycin/midecamycin acetát
- Oleandomycin
- Solithromycin
- Spiramycin -
- Troleandomycin – (dostupný v Itálii a Turecku)
- Tylosin/tylocine – používaný ve veterinární medicíně

### Ketolidy
Ketolidy jsou novou třídou antibiotik, které jsou strukturálně příbuzné s makrolidy. Mohou být využity u těch zánětů dýchacích cest, kde je bakteriální původce vůči makrolidům rezistentní. Jejich vyšší efektivita je podmíněna tím, že ke svému navázání v ribozomální podjednotce využívají dvě vazebná místa. Ještě novější fluoroketolidy využívají ke svému účinku dokonce tři vazebná místa.
Mezi ketolidy náleží:
- Telithromycin
- Cethromycin
- Solithromycin – první fluoroketolid
- Spiramycin – užívaný v léčbě toxoplazmózy
- Ansamycin
- Oleandomycin
- Carbomycin
- Tylosin

### Neantibiotické makrolidy
Sem řadíme hlavně imunosupresiva tacrolimus, pimecrolimus a sirolimus, jejichž aktivita je příbuzná cyklosporinu.

### Toxické makrolidy
Celou škálu toxických makrolidů produkují některé bakterie, a to v podobě tzv. mykolaktonů.

## Využití makrolidů
Makrolidová antibiotika jsou užívána k léčbě infekcí způsobených grampozitivními bakteriemi jako jsou např. Streptococcus pneumoniae a Haemophilus influenzae, které bývají častými původci zánětů dýchacích cest a měkkých tkání.
K dalším kmenům bakterií citlivých na makrolidy řadíme beta-hemolytické streptokoky, pneumokoky, stafylokoky a enterokoky. Podobně jako penicilin mohou být makrolidy rovněž efektivní v léčbě nemocí způsobených původci jako jsou Legionella pneumophila, různá mykoplasmata, mykobakterie, některé rickettsie a Chlamydia (bacterium).
Vzhledem k tomu, že antibakteriální spektrum je jen o trochu širší než u penicilinů, uplatňují se makrolidy jako náhrada v případě alergie na penicilinová antibiotika.
Ve veterinární péči je užití makrolidů velmi omezené zejména u koní a králíků (obecně nepřežvýkavých býložravců), protože makrolidy v jejich trávicím ústrojí mohou vyvolat nebezpečné metabolické reakce. Makrolidy lze využít pouze u hříbat mladších než jeden rok, a to pouze pod přímým veterinárním dozorem při podávání.

## Mechanismus účinku

### Antibiotický účinek
Makrolidy se obecně řadí typem svého účinku mezi inhibitory proteosyntézy. Jejich zásah je dán narušením procesů translace, která probíhá v ribozomální podjednotce 50S tím, že se makrolid reverzibilně naváže na P místo (P = peptidylové), čímž zabrání zahájení tvorby elongace primární struktury bílkoviny. V místě P ribozomu totiž dochází k setkání tRNA, která nese aminokyselinu methionin s příslušným kodonem (AUG) pro methionin, kterým vždy prvotní vyráběná bílkovina začíná. Navíc makrolidy zabraňují skládání (zapojování) jednotlivých aminokyselin do výsledného peptidu, protože ovlivňují funkci ribozomálního enzymu (ribozymu) nazvaného peptidyltransferáza, což je stejné jako u chloramfenikolu. Na rozdíl od makrolidů ale chloramfenikoly nevykazují sterický (prostorově-vazebný) efekt na zmiňované P-místo. Další možný mechanismus makrolidů může spočívat v předčasném odloučení peptidyl-tRNA z ribozomu.
Farmakokinetika zejména novějších makrolidů (azithromycin, klarithromycin) posiluje terapeutický efekt tak, že se vážou na makrofágy, skrze něž jsou neseny do zasažených (infikovaných) tkání, kde se hromadí.

### Imunomodulační účinky

#### Difuzní panbronchiolitida
Makrolidová antibiotika (erythromycin, klarithromycin a roxithromycin) vykázala imunomodulační účinek v dlouhodobé (long-term) léčbě difuzní panbronchiolitidy, což je onemocnění postihující především asiaty, které se vyznačuje rozsáhlým (difuzním) zánětlivým zasažením plicních průdušinek (průdušinka = bronchiolus) Imunomodulační efekt je nepřímo prokazatelný tak, že v dlouhodobé terapii se uplatňují nízké dávky, které nemohou vykázat přímý antibiotický efekt. Dlouhodobá makrolidová léčba tohoto onemocnění omezuje zánětlivé procesy (potlačení množení granulocytů, lymfocytů a sekretů) v dýchacích cestách. Tyto protizánětlivé na imunomodulaci založené procesy jsou přítomné i v případě, kdy dominantním původcem chronického zánětu je na makrolidy rezistentní Pseudomonas aeruginosa.

## Rezistence
Nejčastějším mechanismem rezistence je posttranskripční metylace 23S bakteriálního ribozomu (viz rRNA). Zprostředkování rezistence může být jak přenosem skrze plazmid tak chromozomálně (mutace). Výsledkem této metylace je zkřížená rezistence na makrolidy, linkosamidy a streptograminy. K ostatním (v případě makrolidů méně se vyskytujícím) typům získané rezistence náleží a) inaktivace léčiva jeho enzymatickým rozkladem (esterázy, kinázy); b) aktivní, na ATP závislé vypuzování (efflux) transportních bílkovin, se kterými odchází příslušné léčivo mimo bakterii.

## Vedlejší účinky
V roce 2008 upozornil časopis British Medical Journal na riziko vzniku myopatie při kombinování makrolidových antibiotik spolu se statinovými léčivy (určenými pro snižování hladiny cholesterolu). Je to způsobeno tím, že makrolidy brzdí enzymatický systém tzv. cytochrom P450 zejména (CYP3A4), který je důležitý pro jaterní metabolismus statinů, čímž dochází k jejich akumulaci v organismu. Makrolidy jako jsou erytromycin a klarithromycin mohou vzácně způsobit prodloužení srdečního komorového intervalu QT, který může vyvrcholit až do rizika fibrilace (míhání) srdečních komor spojeného se syndromem nazvaným torsade de pointes (vysl. torsad d’puant). Jiným vedlejším účinkem je nevolnost (nauzea) spojená s hromaděním žlučových produktů léčiva v enterohepatálním oběhu (opětovné vstřebávání léčiva z jater). U dětí může při užívaní erytromycinu dojít k zúžení (stenóze) vrátníku (tzv. pylorostenóza).